# Guy Simon
Guy Simon (* 21. April 1933 in Lampaul-Plouarzel, Département Finistère; † 11. Dezember 1988 in Brest) war ein französischer Fußballspieler und späterer -trainer.

## Karriere

### Frühe Laufbahn und Zeit als Profi (bis 1958)
Der Abwehrspieler Simon wuchs im Westen der Region Bretagne auf und begann während seiner Schulzeit in der Stadt Brest mit dem Fußballspielen und trat nach einiger Zeit in die Jugendmannschaft des lokalen Amateurvereins AS Brest ein. Als junger Erwachsener schaffte er den Sprung in die erste Mannschaft und wurde zudem dank seines Talents in regionale Auswahlmannschaften berufen. Ab 1954 musste er in der weiter östlich gelegenen bretonischen Hauptstadt Rennes seinen Militärdienst leisten und trat dort in die Fußballmannschaft seines Regiments ein. Auf diesem Wege erspielte er sich die Aufmerksamkeit mehrerer Profiklubs, darunter die des Erstligisten Stade Rennes, wo er für die Spielzeit 1956/57 unter Vertrag genommen wurde.
Am 19. August 1956 debütierte Simon bei einer 0:2-Niederlage gegen Racing Strasbourg in der höchsten französischen Liga. Daran anschließend nahm er auf der rechten Abwehrseite einen Stammplatz ein. Zu seinen Mitspielern in der Defensive zählten unter anderem Jacques Poulain und Yves Boutet. Er bestritt für die zuvor aufgestiegenen Bretonen 20 Erstligapartien, musste am Ende der Saison 1956/57 aber den direkten Wiederabstieg miterleben. Rennes hatte lediglich den drittletzten Rang belegt und war in der folgenden Relegationsrunde gegen den Zweitligadritten OSC Lille gescheitert.
Wenngleich er bei Rennes regelmäßig gespielt hatte, wurde er dort nicht gehalten und wechselte 1957 zum Zweitligisten SO Montpellier in den Süden des Landes. Für Montpellier stand er in der Spielzeit 1957/58 bei 28 Zweitligabegegnungen auf dem Platz, wurde dann jedoch von einer schwerwiegenden Knöchelverletzung zurückgeworfen. Diese zwang ihn 1958 nach lediglich zwei Jahren zur Beendigung seiner Profilaufbahn, woraufhin er zu seinem früheren Verein AS Brest zurückkehrte.

### Weiteres Wirken im Amateurfußball (1958–1988)
Mit der AS Brest trat er von 1958 bis 1963 im oberen Amateurfußball an und wechselte von dort aus zu Gas de Saint-Thivisiau aus Landivisiau, wo er bis 1967 eine Doppelfunktion als Spielertrainer ausführte. 1976 kehrte er nochmals zur AS Brest zurück, wo er fortan als Jugendtrainer tätig war. Diesen Posten führte behielt er, bis er im Dezember 1988 mit 55 Jahren starb.